# SNO
Детектор SNO (від англ. Sudbury Neutrino Observatory) — нейтринна обсерваторія в Садбері (Канада), розташована на глибині 2 км під землею в шахті Крейтон. Детектор призначався для вимірювання потоку сонячних нейтрино. Увімкнено в травні 1999 року і вимкнено в листопаді 2006 року. 2012 року переобладнано для використання в експерименті SNO+. Принцип дії SNO заснований на вимірюванні черенковського випромінювання, яке є результатом взаємодії сонячних нейтрино з важкою водою в детекторі.

## Мета
Перші експерименти з вимірювання сонячних нейтрино, що проводили в 1960-х роках, і подальші експерименти до SNO, спостерігали лише третину від теоретично передбачуваного потоку нейтрино, обчисленого за стандартною сонячною моделлю. Така розбіжність отримала назву «проблема сонячних нейтрино». Одним із висунутих припущень була гіпотеза нейтринних осциляцій, тобто, перетворення частини електронних нейтрино на інші типи (мюонні й тау-нейтрино) під час їх руху до Землі. Нині це явище вважають доведеним та загальноприйнятим.
Мета побудови SNO полягала в реєстрації всіх типів нейтрино, оскільки попередні експерименти були націлені виключно на пошук та вимірювання електронних нейтрино — основного типу нейтрино, що утворюються на Сонці.
1984 року Герб Чен із університету Каліфорнії в Ірвайні вперше вказав на можливість використання важкої води для реєстрації як повного потоку нейтрино, так і електронних нейтрино окремо. Шахту Крейтон у Садбері, одну з найглибших у світі, було вибрано як місце для проведення експерименту через низький радіаційний фон.

## Опис
Детектор SNO складається зі 1000 тонн важкої води {\displaystyle D_{2}O}, вміщеної в акрилову сферу з товщиною стінок 5,5 см та діаметром 12 м. Сфера оточена 9600 фотоелектронними помножувачами, які вкривають 64 % її площі. Зовні детектор заповнено чистою водою для захисту від результатів розпаду урану й торію, які містяться в гірській породі.
SNO вимірює нейтрино, народжені внаслідок однієї з реакцій, що відбуваються на Сонці:
```
  

  

    

      

        
p

        
+

        

          

            

            

              
7

            

          

          
B

          
e

        

        
→

        

          

            

            

              
8

            

          

          
B

        

        
+

        
γ

      

    

    
{\displaystyle p+{^{7}Be}\rightarrow {^{8}B}+\gamma }

  

 
  

  

    

      

        

          

          

            
8

          

        

        
B

        
→

        

          

            

            

              
4

            

          

          

            
H

            
e

          

        

        
+

        

          

            

            

              
4

            

          

          

            
H

            
e

          

        

        
+

        

          
e

          

            
+

          

        

        
+

        

          
ν

          

            
e

          

        

      

    

    
{\displaystyle ^{8}B\rightarrow {^{4}{He}}+{^{4}{He}}+e_{+}+\nu _{e}}

  

```

Результатом реакції є високоенергетичні електронні нейтрино {\displaystyle \nu _{e}} (~ 14.1 МеВ). Частка нейтрино, що утворюються в цій реакції, становить ~ 0.01-0.02 % від загальної кількості утворених на Сонці.
Нейтрино, що досягли детектора SNO, можуть провзаємодіяти з наявною в ньому важкою водою трьома різними способами:
- {\displaystyle \nu _{e}+d\rightarrow p+p+e_{-}} (Charged Current)

- {\displaystyle \nu _{x}+e_{-}\rightarrow \nu _{x}+e_{-}} (Electron Scattering)

- {\displaystyle \nu _{x}+d\rightarrow p+n+\nu _{x}} (Neutral Current)

При цьому {\displaystyle \nu _{x}} тут позначає нейтрино будь-якого типу (мюонні, електронні або тау-нейтрино).